# Neopaurodontus asymmetricus
Neopaurodontus asymmetricus is een rondwormensoort. De wetenschappelijke naam van de soort is voor het eerst geldig gepubliceerd in 1968 door Tikyani & Khera.